# Mauro Calibani
Mauro Calibani (* 10. května 1974 Ascoli Piceno, Marche) je bývalý italský reprezentant ve sportovním lezení, první italský vítěz Rock Masteru, Melloblocca a mistrovství světa v boulderingu.
V boulderingu byl také druhý v celkovém hodnocení světového poháru a na mistrovství Evropy. Na závodech začínal s lezením na obtížnost, kde bylo jeho nejlepší umístění první místo v Italském poháru, když na závodech přibyl i bouldering, přešel na tuto disciplínu a zde získal většinu medailí.

## Výkony a ocenění
- 1997: vítěz Italského poháru v lezení na obtížnost
- 2001: první italský mistr světa v boulderingu (na prvním mistrovství světa kde se objevila tato disciplína)
- 2002, 2003: první italský vítěz prestižních mezinárodních závodů Rock Master v italském Arcu
- 2006, 2007: první italský vítěz mezinárodních boulderingových závodů pod širým nebem Melloblocco
- 2007: vicemistr Evropy v boulderingu (zvítězil zde jeho krajan Christian Core)

### Závodní výsledky
| Arco Rock Master | Arco Rock Master | Arco Rock Master | Arco Rock Master |
| Rok              | 2002             | 2003             | 2004             |
| ---------------- | ---------------- | ---------------- | ---------------- |
| Bouldering       | 1                | 1                | 7                |

| Melloblocco | Melloblocco | Melloblocco |
| Rok         | 2006        | 2007        |
| ----------- | ----------- | ----------- |
| Bouldering  | 1-2         | 1           |

| Mistrovství světa | Mistrovství světa | Mistrovství světa | Mistrovství světa | Mistrovství světa |
| Rok               | 1995              | 1997              | 2001              | 2003              |
| ----------------- | ----------------- | ----------------- | ----------------- | ----------------- |
| Obtížnost         | 33-34             | 25                | —                 | —                 |
| Bouldering        | —                 | —                 | 1                 | 4                 |

| Mistrovství Evropy | Mistrovství Evropy | Mistrovství Evropy |
| Rok                | 2002               | 2007               |
| ------------------ | ------------------ | ------------------ |
| Bouldering         | 2                  | 11                 |

| Světový pohár       | Světový pohár | Světový pohár | Světový pohár  | Světový pohár | Světový pohár | Světový pohár | Světový pohár | Světový pohár | Světový pohár | Světový pohár |
| Rok                 | 1995          | 1996          | 1997           | 1998          | 2001          | 2002          | 2003          | 2004          | 2005          | 2006          |
| ------------------- | ------------- | ------------- | -------------- | ------------- | ------------- | ------------- | ------------- | ------------- | ------------- | ------------- |
| Obtížnost           | 60            | 24-25         | 23             | 0             | —             | —             | —             | —             | —             | —             |
| jednotlivě* (x/x/x) | 30-31         | 15,21         | 49,19,21,14,16 | 41-42         | —             | —             | —             | —             | —             | —             |
|                     |               |               |                |               |               |               |               |               |               |               |
| Bouldering          | —             | —             | —              | —             | 2             | 12-13         | x             | x             | 41-42         | 36-38         |
| jednotlivě* (x/x/x) | —             | —             | —              | —             | ,,6,5,        | 8,10,7        | 5,6           | 7             | 21-22         | 11            |

- poznámka: nalevo jsou poslední závody v roce

| Italský pohár | Italský pohár |
| Rok           | 1997          |
| ------------- | ------------- |
| Obtížnost     | 1             |

| Mistrovství světa juniorů | Mistrovství světa juniorů |
| Rok                       | 1992 junioři              |
| ------------------------- | ------------------------- |
| Obtížnost                 | 28                        |